# طاقة روحية

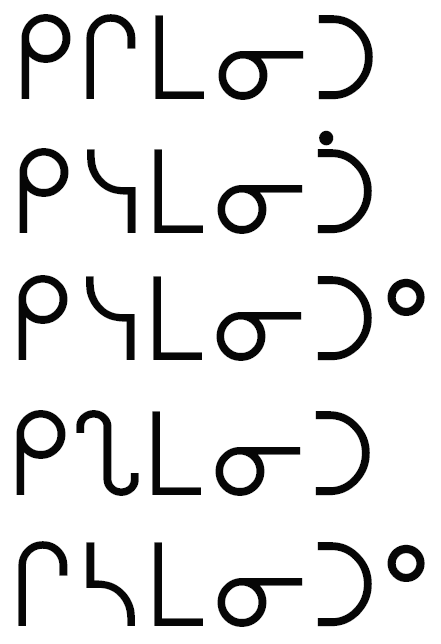

الطاقة الروحية هي طاقة دفينة داخل روح الكائن الحي توجد في بعض الثقافات الشعبية والأعمال الفنية والأدبية.

## الطاقة الروحية في الثقافة الشعبية
- رياتسو: في أنمي ومانغا بليتش هي طاقة بروح كل شخص إذا زادت بشكل كبير يحصل صاحبها على قوى وقدرات خاصة ومقدرة على التواصل مع الأرواح ورؤية الهولو ومحاربتهم. وإذا تضائلت بشكل كبير يصبح صاحبها مهدد بالموت وإذا انتهت الرياتسو يموت.
- تشاكرا: بأنمي ومانغا ناروتو هي الطاقة الروحية التي تخرج عن طريق أداء أختام الجيتسو وإذا انتهت التشاكرا لا تستطيع القتال وربما التحرك. كلما زادت التشاكرا لدى الشخص زادت قوته، وهذا ليس بالضرورة حيث من الممكن أن يمتلك أحدهم الكثير من التشاكرا ولك نلا يتستطيع استخدامها أو استغلالها بشكل صحيح.
- يوكي: في أنمي ومانغا كلايمور، يوكي كل فرد له طابع مميز عن الآخر ويمكن تتبعه عن بعد، كما أن كمية اليوكي الموجودة بالجسد تعبر عن قوة صاحبه. ويتدفق اليوكي بكثرة في الجزء الذي يستخدم في القتال، لذا يمكن متابعة تدفق اليوكي بالتدريب وإمكانية توقع هجمات الخصم.

هذه الطاقة ليست خرافة بل يحتاج لاتقانها العزيمة والإرادة و الشجاعة و هي ليست داخلة في الشعوذة
- كي: في انمي ومانغا دراغون بول وهي طاقة الحياة الموجودة في جميع الكائنات الحية، يمكن الشعور بها والتحكم بها إما بإخفاءها أو زيادتها.

تستطيع من خلالها توجيه رميات كي إلى الخصم لإضعاف طاقته الروحية لكنها لا تؤثر تأثير مباشر عليه.
يمكن جمعها من جميع الكائنات وتكوينها على شكل كرة كبير "genki dama" أو اطلاق طاقة الجسم الداخلية دفعه واحدة "big bang attack" وغيرها.
- النين:وهي القوة الروحية في أنمي و مانغا القناص (hunterXhunter) وهي عبارة عن طاقة يضخها الجسد ويمكن أن تسبب أضرار جسيمة للخصم ويختلف شكلها ولونها من مستخدم إلى أخر
- الهاكي :ويوجد في أنمي ومانغا ون بيس وهذه القوة الروحية تنقسم لثلاثة أجزاء وهي هاكي الملاحظة وهاكي التنبؤ وهاكي الملك، النوعين الأولين يوجدان عند كل المخلوقات لكن يحتاج الشخص للعزيمة والإرادة والتدريب المكثف لإتقانهما ويختلف استعمالهما عند كل شخص أما الهاكي الملكي فهو نادر جدا ويولد مع كل شخص من أصل مليون آخرين ولا يمتلكه إلا أصحاب الفطرة والموهبة منذ ولادتهم ويعتبر الهاكي السلاح الأكثر فعالية ضد مستخدمي فواكه الشيطان